# 가와시마 쇼지로
가와시마 쇼지로(川島 正次郎, 1890년 7월 10일~1970년 11월 9일)는 14선 중의원 의원을 역임한 일본의 정치인이다.

## 생애

### 학창 시절부터 정계 입문까지
1890년 7월 지바현 히가시카쓰시카군 교토쿠정(현 이치카와시)에서 셋째 아들로 태어났다. 다만 태어난 지 얼마 되지 않아 어머니가 사망하고 니혼바시에서 별갑 장사를 하던 가와시마의 양자로 입양되었기에 도쿄도 출신으로 간주하기도 한다. 어렸을 때부터 미소년으로 알려져 있으며 작은 극장을 경영하는 사람이 가와시마를 양자로 삼길 원한다는 얘기를 하기도 했다.
히사마쓰 소학교를 졸업하고 중학교 진학을 희망했지만 양부가 가게 일을 돕도록 했기에 1년간 견습으로 일했다. 하지만 학업에 대한 열망을 포기하지 못해 양모를 설득하여 진학에 성공했다. 간다 중학교 야간학교를 다닌 뒤 세이소쿠 가쿠엔 고등학교를 졸업하고 일본 내무성에서 필생으로 일하면서 구제 센슈 대학 경제학과를 다녔다.
대학을 나온 뒤엔 내무성 경보국으로 발령받아 국장 나가타 히데지로 밑에서 일했다. 제13회 일본 중의원 의원 총선거를 앞둔 1917년에 경보국의 주요 간부들이 자리를 비웠을 때 내무상 고토 신페이의 전화를 받은 적이 있었다. 전화를 받고 가와시마가 고토의 집무실을 찾아가자 고토는 출마 입후보자 일람표를 만들 것을 지시했다. 가와시마는 밤을 새워 일람표를 만든 뒤 제출하자 고토는 가와시마를 높게 평가했다. 한편 가와시마는 선거를 분석한 기회를 계기로 선거에 대해 관심을 가지게 되었다.
데라우치 내각이 총사직하면서 고토가 물러나고 나가타는 귀족원 의원이 되어 이와 함께 내무성 인사가 이루어졌을 때 가와시마는 도서과로 배속됐다. 하지만 가와시마는 관료를 퇴직한 뒤 나가타의 알선으로 《도쿄니치니치 신문》 정치부 기자가 되었다. 당시 고스톱 사건을 보도해 군을 비판하는 기사를 썼던 다카이시 신고로의 지도를 받았으며 나중에 하라 내각이 중의원을 해산하자 이를 특종으로 내보냈다.
1920년 고토가 도쿄시장이 되자 나가타는 제1부시장이 됐는데 나가타의 추천을 받아 가와시마는 시장 비서가 되었다. 하지만 비서 업무가 너무 단조롭자 고토에게 성과를 낼 수 있을 만한 업무를 시켜줄 것을 요구했다. 고토는 평소에 거대한 소비 도시인 도쿄가 성공하려면 중소 상공업자를 조성해야 한다고 생각하고 있었기에 가와시마에게 관련 업무를 맡겼다. 가와시마는 곧 초대 도쿄시 상공과장이 되었고 중앙도매시장 창설에 기여했다.

### 정계 입문
고토가 도쿄시장을 사직하자 가와시마도 도쿄시청에서 퇴직하고 다마수자원전력회사 상임이사가 되었다. 그러다 1924년 제2차 호헌 운동의 여파로 제15회 일본 중의원 의원 총선거가 실시되자 지바현에서 출마했다. 게이세이 전철 창업자인 혼다 데이지로와 박빙의 승부를 펼친 끝에 아쉽게 패배했다.
낙선 후 가와시마는 4년 뒤 총선 때는 국민적 인기를 끌고 있던 고토의 밑에서 일했던 경력과 대학셩 변사를 활용한 유세를 통해 당선에 성공했다. 입헌정우회에 입당했으며 얼마 지나지 않아 원내 간사로 발탁됐다. 하지만 그 해에 아내와 양부가 잇따라 사망했고 그 뒤에 자식과 비서로 일하고 있던 조카마저 사망하는 불행이 닥쳤다.
어린 시절 고생하며 학교 생활을 보냈던 가와시마에겐 이렇다 할 연줄이 없어 정계에서 큰 활약을 할 기회를 잡지 못했다. 그러다 정우회의 선배 의원인 마에다 요네조로부터 "정계에선 욕심을 드러내지 말고 넘버 2로 있는 것이 중요하다"라는 조언을 들은 뒤부턴 넘버 2가 되기 위해 노력했다.
처음 국회에 입성했을 땐 모리 가쿠와 함께 행동했고 모리가 죽은 뒤엔 마에다와 함께 행동했다. 친분이 있던 홋타 마사쓰네가 1932년 해군차관이 되자 가와시마는 해군참여관이 되었고 육군에 대항해 정당 정치의 재건을 꾀했다. 1939년 정우회가 분열하자 마에다와 함께 나카지마 지쿠헤이의 혁신파에 속했다. 1942년 익찬 선거에서 비추천으로 당선됐고 1945년엔 대일본정치회 정보부장이 되었다.
일본의 항복으로 전쟁이 끝나고 일본은 미국에 점령되었다. 처음엔 무소속 구락부에 속해 있었지만 해군참여관으로 근무한 경력이 문제가 되어 공직 추방을 당했다. 그 기가나 동안 『하라 다카시 일기』를 열심히 읽었고 당인파로서의 삶을 모색하게 됐다. 공직 추방에서 해제되자 1952년 총선에 출마해 당선되어 정계에 복귀했다.
1955년 제2차 하토야마 이치로 내각에서 자치청 장관과 행정관리청 장관으로 임명됐다. 이후 하토야마 이치로가 보수합동을 추진하자 자유민주당 창설에도 크게 관여했다. 1956년 하토야마가 소선거구제 도입을 추진하자 가와시마는 관련 법안을 제출했다. 이는 가와시마가 내무성 시절부터 선거 제도에 관한 연구를 계속 해왔기에 만들 수 있었던 성과였다. 비록 이 법안은 폐지되었지만 가와시마의 능력이 자민당에서 인정받는 계기가 되었다.

### 넘버 2를 향한 길
1957년 기시 노부스케가 일본의 내각총리대신으로 취임하자 가와시마는 자유민주당 간사장이 되었다. 1960년 안보 투쟁 때 당내에 동요와 혼란이 일자 이를 억제하고 오자와 사에키를 안보특별위원장으로 기용하여 강행 표결에 나섰다. 자위대의 치안출동도 검토하는 등 과정이 매끄럽진 못했지만 「일본과 미국 간의 상호 협력 및 안전 보장 조약」을 비준하는 데 성공했다. 비준 이후 기시는 중의원 해산을 꾀했지만 당내에서도 반발이 심하자 기시는 이를 단념하고 내각을 총사직했다.
기시가 물러나면서 총재 선거가 열렸다. 당인파에선 오노 반보쿠와 이시이 미쓰지로가 물망에 올랐고 관료파에선 이케다 하야토의 이름이 오르내렸다. 당시 가와시마는 기시파에 속해 있었는데 기시파 내에서 가와시마계로 통하는 10여 명의 의원들이 있었다. 가와시마는 이들과 함께 오노를 지지했다. 하지만 당인파가 분열되면 관료파인 이케다가 당선될 것이라며 오노에게 단일화를 요구했고 오노는 이를 받아들여 총재 선거에서 사퇴했다. 그런데 오노가 사퇴하자 가와시마는 "오노를 지지했는데 오노가 사퇴해 버렸으니 이케다를 지지하겠다"라며 이케다 지지를 표명했고 총재 선거에서 이케다가 승리했다.
1962년 10월 기시파가 해산했다. 기시파의 대부분은 후쿠다 다케오가 물려받았는데 이에 반대한 11명의 가와시마계 의원들이 교우 클럽을 만들어 파벌은 분열됐다.
1964년 이케다가 3선에 성공하자 이를 도와준 가와시마는 자유민주당 부총재가 되었다. 3선에 성공한 지 얼마 지나지 않아 이케다가 병으로 사임하고 후임 총재로 사토 에이사쿠가 선출됐는데 가와시마가 이를 도왔기에 부총재 자리를 지킬 수 있었다. 이후 가와시마는 중간에 잠시 물러나긴 했지만 다시 복귀해 죽을 때까지 부총재를 역임했기에 사실상 여당의 넘버 2가 되는 데 성공했다.
1968년 미국과의 협상을 통해 오키나와 반환에 합의했다. 이 협상 당시 가와시마가 큰 역할을 맡았던 사실이 미국 국립문서기록관리청에 보관된 기록을 통해 나중에서야 드러났다.
1970년 봄에 지병인 천식이 악화돼 요양차 하와이에 갔다. 처음엔 회복세를 보였지만 가을에 예정된 자민당 총재 선거를 준비하는 과정에서 격무를 보다 건강을 해쳤다. 사토가 후임으로 대장관료 출신인 후쿠다 다케오를 지지한다는 얘기를 들은 가와시마는 "기시, 이케다, 사토까지 관료 출신이 내각을 계속 이끌었다. 민심은 관료 출신자들에게 싫증이 나 있다"라며 후쿠다의 라이벌인 다나카 가쿠에이를 후임 총재로 지지했다. 지금 총재 선거에서 후쿠다와 맞붙어선 승산이 없다고 판단한 다나카는 사토의 4선을 추진했다. 기시는 사토에게 물러날 것을 중용했고 후쿠다도 이를 기대했지만 후쿠다가 직접 사토에게 이를 권할 수 있는 입장은 아니었고 가와시마와 다나카는 각각 부총재와 간사장이라는 입장을 활용해 오키나와 반환을 자신의 정권에서 완수해야 한다고 사토를 설득했다. 결국 사토는 4선에 도전했고 다나카와 후쿠다는 모두 불출마했다. 시간을 버는 데 성공한 다나카는 사토의 파벌을 자신의 파벌로 영입하고 사토가 물러난 뒤인 1972년 총재가 되는 데 성공했다. 가와시마는 사실상 당인파 정치인인 다나카가 총재가 되는 길을 닦아준 셈이었다.
총재 선거가 끝나고 9일이 지난 11월 9일 가와시마는 오타구 산노의 자택에서 천식이 발작해 급사했다. 13일 일본무도관에서 자민당장이 거행됐으며 24일 중의원 본회의에서 전 일본사회당 의원 미야케 쇼이치가 추도 연설을 했다.
유일한 자식이 11살 때 죽었기에 가와시마가 다져 놓은 지역구는 현의회 의원이던 소메야 마코토가 물려받았다. 20여 년이 지나 누나의 손자가 지바현의회 의원 선거에 두 차례 출마한 적이 있지만 모두 낙선했다. 한편 가와시마파로 불리던 교우 클럽은 가와시마의 맹우였던 시나 에쓰사부로가 물려받았는데 9년 뒤 시나가 죽은 뒤에는 파벌이 소멸했다.

## 이야깃거리

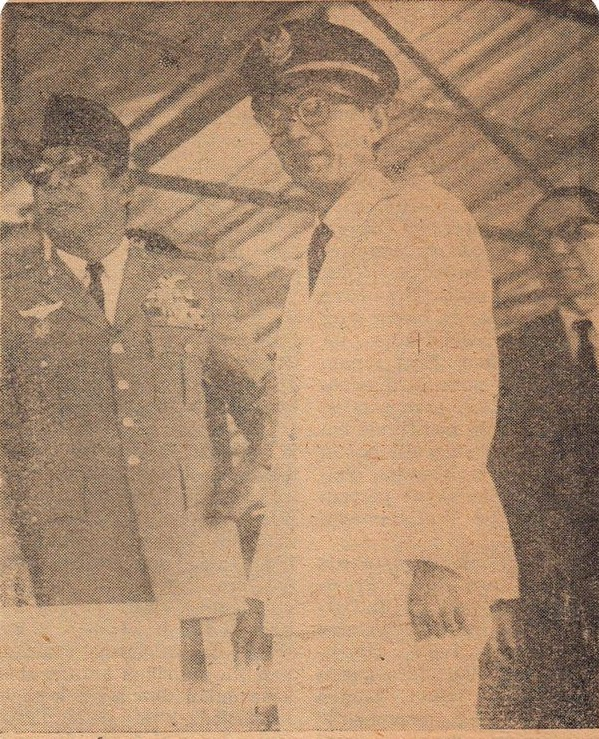
필리핀의 발전소 개소식에 참석한 가와시마(오른쪽). 왼쪽은 인도네시아 대통령 수카르노다.

### 파벌 운영
가와시마의 파벌 운영은 경제합리성이 특징이었다. 가입 희망자가 속출했음에도 가와시마는 자금을 조성하는 게 힘들다며 파벌의 규모를 20명 안팎으로 유지했다. 파벌 규모가 17명 정도면 국무대신을 배출할 수 있었고 큰 경쟁 없이 입각자를 배분할 수도 있었기에 효율성 면에서 20명 안팎을 선호했던 것이다. 그러면서도 당내에서 캐스팅 보트 역할을 하기 위해 꾸준히 노력해서 파벌의 영향력도 결코 작지 않았다.

### 인프라 정비
제2차 이케다 내각 (제1차 개조) 때 입각해 홋카이도 개발청 장관 겸 행정관리청 장관이 되었는데 1964년 하계 올림픽 담당상도 겸했다. 올림픽을 준비하면서 도카이도 신칸센, 수도고속도로 등의 기반 시설을 구축했고 고도경제성장을 이끌어 이케다가 추진하던 소득 배증 계획의 성공에 공헌했다.

#### 나리타 공항 문제
제2차 이케다 내각에서 수도권정비위원장을 맡은 가와시마는 도쿄 국제공항을 대신하는 새 공항 개설을 추진했다. 원래는 지바현에 인접한 도쿄만에 건설할 계획안이 제출되었고 가와시마도 지바현 개발에 도움이 될 거라며 찬성했다. 그리고 이케다가 외유중이던 1962년 11월 16일에 가와시마가 임시 총리대신으로 제2국제공항 건설 방침을 각의결정했다.
그런데 정부 내에서 공항 건설 위치를 둘러싸고 분란이 끊이질 않았다. 특히 운수성(운수상은 관료파인 아야베 겐타로)과 건설성(건설상은 당인파인 고노 이치로) 간의 의견 대립이 첨예했다. 이에 가와시마는 아야베, 고노와 지바현지사 도모노 다케토를 불러 4자 협의를 진행했다. 이때 건설 위치로 아야베는 우라야스시를, 고노는 기사라즈시를 지지했다. 8월 27일 제2차 4자 협의 때 운수성은 도미사토시라는 새로운 대안을 내놓았다. 하지만 가와시마는 도미사토시에 사는 1,500호 농가 이전 문제가 해결이 쉽지 않다며 내륙 공항에 부정적 의견을 내비치며 도쿄만을 메울 것을 주장했다.
그럼에도 1965년 11월 18일 정부가 새 공항의 부지로 도미사토시를 내정하자 현지에서 반대 운동이 잇따랐다. 가와시마도 "운수성의 방식으론 신공항을 만들 수 없다. (운수상) 나카무라 군은 정치를 모른다"라며 비판하고 도쿄 국제공항을 축소한 뒤 도쿄만을 매립해 기사라즈시에 공항을 지을 것을 주장했다. 이때 일본 궁내청이 궁내청 시모후사 어료목장을 제공할 수 있다는 뜻을 전해왔다. 궁내청은 "황실은 이 문제에 개입하길 원치 않지만 산리즈카의 어료목장은 불편한 점도 많기에 좋은 땅을 발견한다면 이전하고 싶다"라고 가와시마에게 말했고 운수성과 지바현은 이에 긍정적인 반응을 보였다.
운수성은 꾸준히 도미사토시에 공항을 지을 걸 주장했지만 가와시마는 도미사토시의 반대 여론을 이유로 산리즈카를 대안으로 내세웠다. 이는 자유민주당 정무조사회 교통부회와도 얘기가 된 사안이었다. 또한 운수상 나카무라가 기사라즈시는 공항을 짓기엔 부적합하다고 자민당에 보고하면서 산리즈카에 신공항을 짓기로 결정됐다.

## 가와시마를 연기한 배우들
- 아사노 다다노부: 2019년 NHK 대하드라마 《이다텐~도쿄 올림픽 이야기~》

## 역대 선거 기록
|  | 0% |

|  | 0% |

|  | 0% |

|  | 0% |

|  | 0% |

|  | 0% |

|  | 0% |

|  | 12.5% |

|  | 13.2% |

|  | 20.4% |

|  | 25.4% |

|  | 25.2% |

|  | 24% |

|  | 16.8% |

|  | 19.2% |

## 참고 문헌
- 石川真澄『人物戦後政治』（岩波書店、1997年）ISBN 4000233149
- 浅川博忠『自民党・ナンバー2の研究』（講談社文庫、2002年）ISBN 4062734990
- 栗原直樹『田中角栄を総理にした男』（青志社、2020年）ISBN 4865901035

| 전임 니시다 다카오 | 제13대 행정관리청 장관 1955년 3월 19일~1955년 11월 22일 | 후임 고노 이치로 |

| 전임 니시다 다카오 | 제5대 자치청 장관 1955년 3월 19일~1955년 11월 22일 | 후임 오타 마사타카 |

| 전임 오자와 사에키 | 제22대 행정관리청 장관 1961년 7월 18일~1963년 7월 18일 | 후임 야마무라 신지로 |

| 전임 오자와 사에키 | 제20대 홋카이도 개발청 장관 1961년 7월 18일~1963년 7월 18일 | 후임 사토 에이사쿠 |